# Pomník Karla Hynka Máchy
Pomník Karla Hynka Máchy na Malé Straně v Praze je pomník, který stojí ve střední části Petřínských sadů na křížovatce parkových cest na parcele č. 911/1. Je chráněn jako kulturní památka České republiky společně s Parkem Petřín a zahradou Nebozízek.

## Historie
Pomník vznikl v letech 1910–1912 na objednávku spolku Svatobor. Autorem sochy je sochař Josef Václav Myslbek, architektonického řešení soklu a bezprostředního okolí pomníku se ujal architekt Antonín Balšánek, jehož ke spolupráci Myslbek vyzval. Odlita byla v roce 1911 v závodě Pražské metalurgie, kamenické práce provedla firma J. Víšek a zahradní úpravu F. Skalák. Pomník byl slavnostně odhalen 16. června 1912.

## Popis
Pomník tvoří bronzová postava básníka Karla Hynka Máchy (1810–1836) stojící na žulovém podstavci. Postava je znázorněna ve výrazně prohnutém postoji se skloněnou hlavou. Básník se levým loktem opírá o neobvykle tvarovaný sokl. Pravou ruku, ve které drží pero, má položenou na otevřený zápisník, v levé ruce svírá kytici šeříku, ke které se chystá přivonět.

## Podstavec

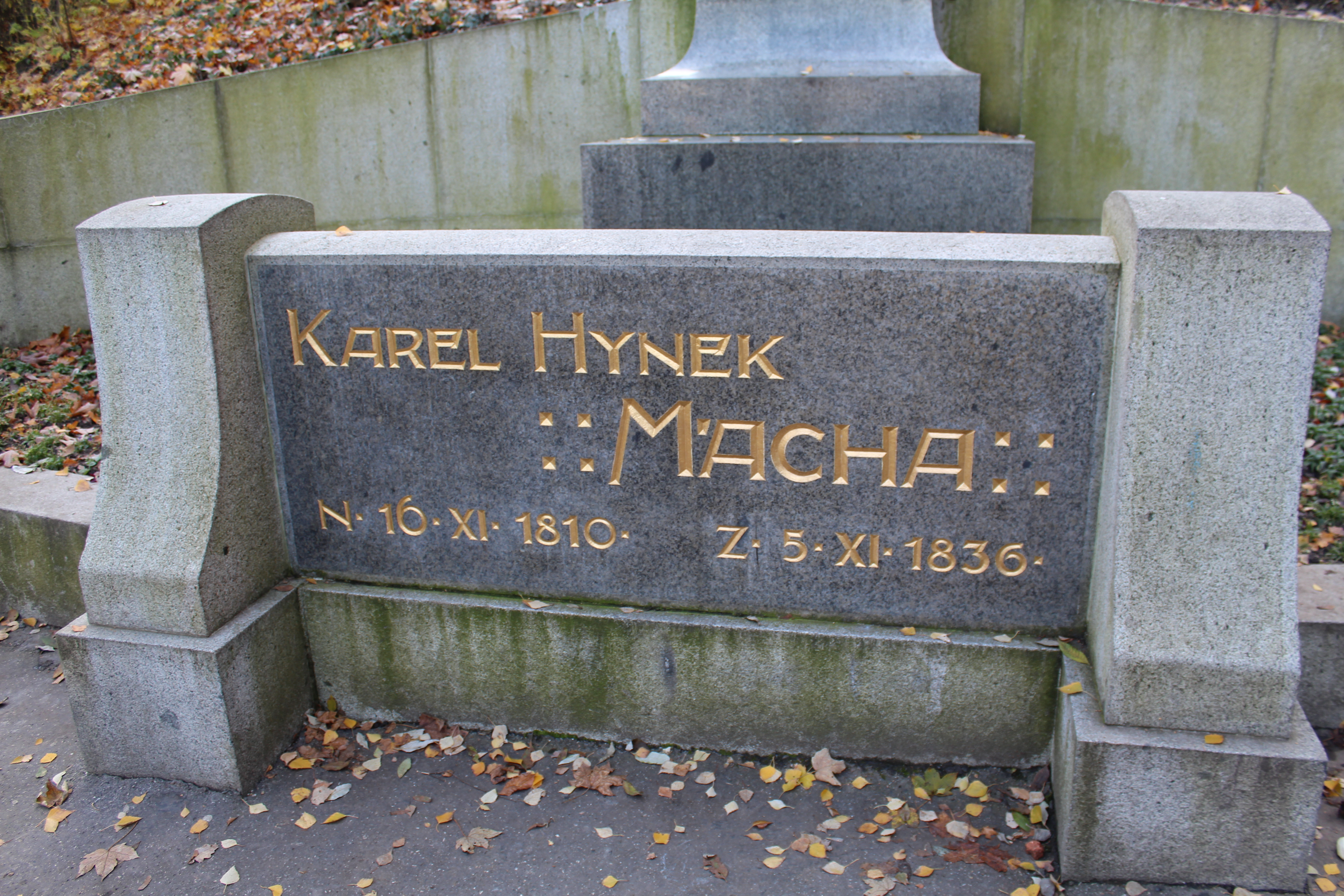
deska s nápisem

Mezi dvěma žulovými hranoly na přední straně podstavce je deska s nápisem: „Karel Hynek Mácha N.16.XI.1810 Z.5.XII.1836“. V levém rohu podstavce je umístěn vavřínový věnec z bronzu, od kterého visí bronzová stuha s reliéfním nápisem: „Byl pozdní večer, první máj“. Vedle sochy vpravo je výzdoba z lipových ratolestí a miniaturní erb s českým lvem.

## Zajímavosti
Začátkem roku stého výročí Máchova narození zjistil spolek Svatobor, že stav Máchova náhrobku v Litoměřicích je špatný; rozhodl se tedy postavit na básníkův hrob pomník nový. Jeho skica byla představena již v únoru a při jejím posouzení se spolek rozhodl pomník postavit v Praze a na hrob pořídit jeho kopii. Architekt Balšánek prosazoval pro pomník umístění na mostě Legií. Realistické detaily včetně výběru rostlin byly provedeny po konzultaci s Františkem Thomayerem, autorem zahradní úpravy Petřína.

## Kopie sochy
Kopie petřínské sochy byla v Litoměřicích instalována 21. listopadu 2010 na úpatí Mostky. Stojí u hlavní přístupové cesty na vrchol a je také z bronzu.